# Фридриховская колонизация

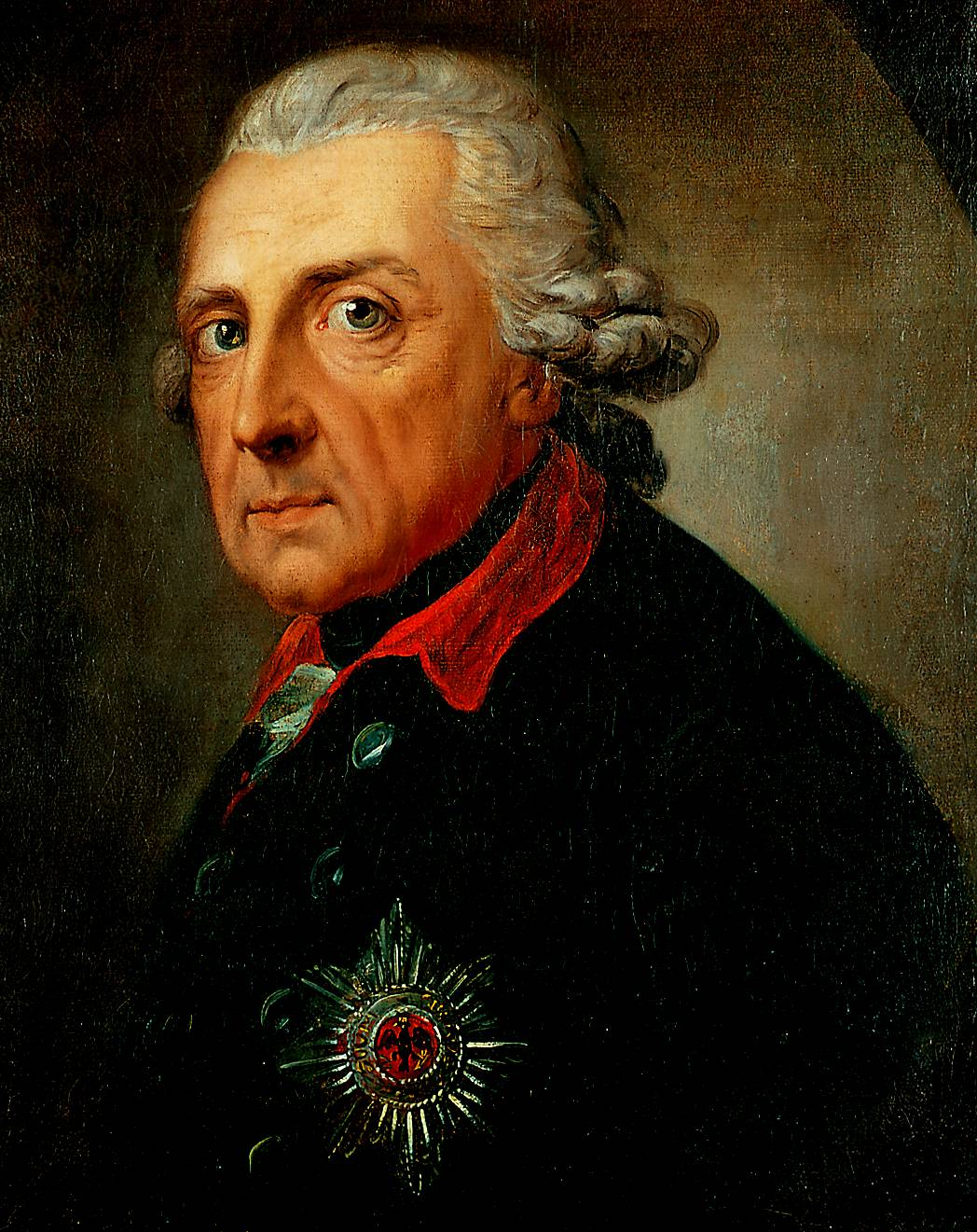
Фридрих II Великий

Фридриховская колонизация — переселенческая акция, осуществленная королем Пруссии Фридрихом II во второй половине XVIII века и в начале XIX века в Восточной Пруссии.
Фридриховская колонизация сыграла важную роль в германизации восточной Пруссии, особенно недавно завоеванных территорий, таких как Верхняя Силезия, населённые преобладающим польским элементом, а также при прусском разделе Польши. Только в 1763 году в Верхней Силезии поселилось 61 000 человек, а в последующие 40 лет — около 110 000 немцев. В 1773 году был издан указ в поддержку поселения в Силезии. На территории прусского раздела в его рамках была основана деревня Новосолна под Лодзью.
Переселенческая акция, инициированная Фридрихом II, была направлена на хозяйственное использование ранее не использовавшихся территорий (болот, лесов) и постоянное присоединение колонизированных территорий к прусскому государству путем привлечения немецкоязычных или протестантских поселенцев. В рамках акции были проведены административные реформы, направленные на развитие сельского хозяйства и промышленности. Королевские земли были разделены и на их территории были построены новые, так называемые фридриховские деревни, куда были привезены в основном евангелисты из Пруссии, а также из Габсбургской Австрии, Богемии и Венгрии.
Иосифовская колонизация, осуществленная на землях, аннексированных Австрией (горные и нагорные районы), была аналогична Фридриховской колонизации. Однако при ней существовала иная планировка земель.

## Примеры колоний
- Богушин (нем. Friedrichswarth), основан в 1776 году,
- Дорота (нем. Доротендорф, основанный в 1774 году,
- Маруше (нем. Дирнгрунд), основан в 1776 году,
- Подбуце (нем. Фридрихсталь), основан в 1773 г.
- Карловек (нем. Кляйн Карлсберг), около 1747 г.,
- Вартские болота — колонизация (1767—1785),
- Колония Вольности (нем. кол. Бергфрайхайт), основано в 1801 г.